# Benoît Baby
Benoît Baby (Lavelanet, 7 settembre 1983) è un rugbista a 15 francese, internazionale per la Francia, gioca tre quarti centro per il Biarritz Olympique nel Pro D2, seconda divisione del campionato francese.
Ha indossato la maglia della Nazionale francese per la prima volta il 12 marzo 2005 contro l'Irlanda (26-19 per i francesi).

## Palmarès
- Campionati francesi: 1
Clermont: 2009-10
- Heineken Cup: 1
Stade Toulousain: 2004-05
- Challenge Cup: 1
Biarritz: 2011-12